# Nerocila swainsoni
Nerocila swainsoni es una especie de crustáceo isópodo marino del género Nerocila, familia Cymothoidae. Fue descrita científicamente por Leach en 1818.

## Distribución
Esta especie se encuentra en la cuenca oriental del mar Mediterráneo y el norte del océano Atlántico.